# بابلو موتوس
بابلو موتوس بورغوس (بالإسبانية:Pablo Motos Burgos) (ولد في 31 أغسطس 1965) هو ممثل كوميدي و كاتب سيناريو و مذيع إسباني اشتهر بإنتاج و تقديم برنامج إل هورميغويرو ، و هو برنامج تلفزيوني إسباني شهير. 